# Comportamiento animal y conservación
La Biología de la conservación surgió como una disciplina aplicada y de emergencia ante la rápida pérdida de biodiversidad que estamos experimentando, enfocada principalmente en procesos a nivel poblacional y de comunidades. Una de sus características es su multidisciplinaridad, integrando conocimientos de ecología, genética de poblaciones, ecología del paisaje, sociología y economía; sin embargo, el campo del comportamiento animal estaba prácticamente ausente de los primeros marcos conceptuales de la disciplina. Esta falta de integración comenzó a hacerse notar, principalmente en programas de reproducción en cautiverio y reintroducción que solían tener bajo nivel de éxito. De esta forma, a mediados de los años noventa, surgió la disciplina de “Etología de la Conservación” (Conservation Behavior en inglés) con el objeto de aplicar los conocimientos de la teoría comportamental a problemas de conservación. No obstante, el número de estudios en esta disciplina ha sido reducido, principalmente dado por las diferencias en escalas de trabajo, tanto temporal como del objeto de estudio. La biología de la conservación trabaja a nivel poblacional y sobre fenómenos actuales, mientras que la etología y la ecología del comportamiento se basan principalmente en preguntas a nivel de individuos y a escalas de tiempo evolutivo. Sin embargo, es el comportamiento, entre otros rasgos fenotípicos, el que eventualmente determina la supervivencia y la reproducción de los individuos; por lo tanto, estos accionares individuales pueden tener grandes repercusiones a nivel poblacional.

## Vinculación entre comportamiento y conservación
La principal forma de relacionar las dos disciplinas y sortear los problemas de escala radica en identificar los mecanismos mediante los cuales el comportamiento modifica variables poblacionales. Los factores claves que entran en juego aquí son el hecho de que el comportamiento es adaptativo y que parte del repertorio comportamental de un individuo es dependiente de estado; es decir, no es fijo sino que depende de variables ambientales. Así, una modificación en el entorno puede llevar a variaciones comportamentales que pueden a su vez modificar la aptitud biológica (fitness) individual y, consecuentemente, la persistencia y nivel de vulnerabilidad de la población.

### Sistemas de apareamiento y selección sexual
A medida que el sistemas de apareamiento se aleja de la monogamia hacia la poligamia, la cantidad de individuos reproductores disminuye ya que unos pocos monopolizan la mayoría de las cópulas. Este mismo fenómeno ocurre en especies con selección sexual, dado que solo algunos individuos serán seleccionados para reproducirse. Así, estos dos rasgos comportamentales modifican parámetros poblacionales principalmente mediante la reducción del tamaño poblacional efectivo (Ne) (ver deriva genética) ya que modifican la varianza en el éxito reproductivo de los individuos. Además, gran cantidad de rasgos sexualmente seleccionados suelen ser poco adaptativos desde el punto de vista de la selección natural ya que son energéticamente costosos y aumentan el riesgo de depredación. A su vez, la selección sexual cumple un rol importante estableciendo barreras reproductivas; por lo tanto, una disrupción en los rasgos o señales utilizados puede llevar a hibridación y pérdida de biodiversidad. Un caso de ello son los cíclidos (Pundamilia sp) del Lago Victoria que presentan altas tasas de hibridación en aguas eutroficadas dado que las especies se diferencian en la coloración de los machos; por lo tanto, en aguas oscuras las hembras no pueden distinguir entre conespecíficos y los machos de la otra especie.
Los rasgos seleccionados son dependientes de estado (i.e. su expresión o intensidad de expresión dependen de la condición en que se encuentra el macho), por lo cual ante modificaciones del ambiente las hembras podrían encontrar menor cantidad de parejas aceptables. Esto puede traducirse en una menor inversión reproductiva por parte de las hembras o pueden incluso hasta no reproducirse en absoluto si utilizan umbrales fijos de decisión y no encuentran machos que los sobrepasen. Otro factor a tener en cuenta es que un gran número de especies presentan monogamia social pero cópulas extra pareja; por lo tanto, es una “poligamia enmascarada” que de no ser tomada en cuenta puede generar resultados inesperados que se desvían de lo predicho bajo sistemas monogámicos.

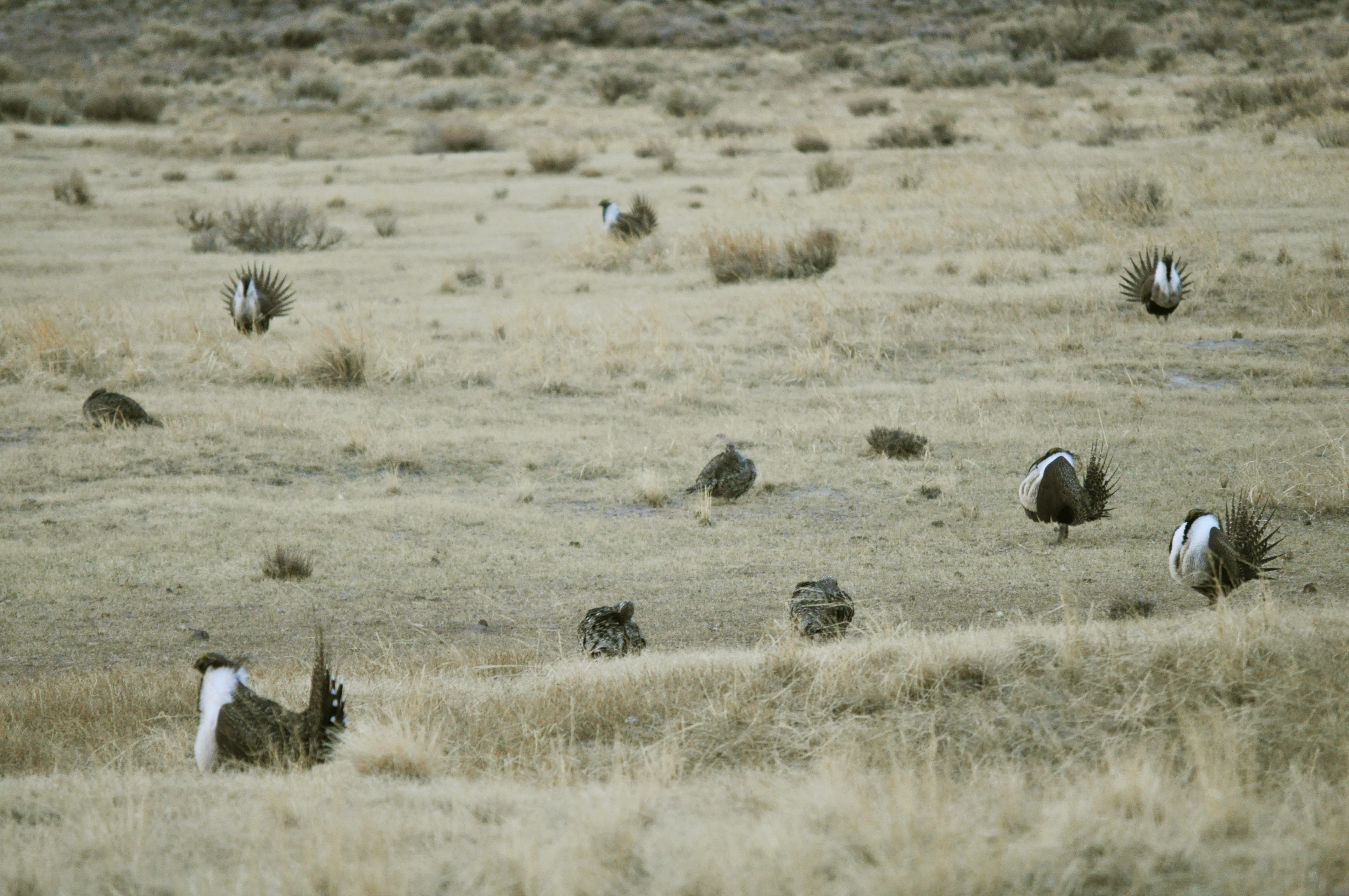
Gallos de salvia (Centrocercus urophasianus) desplegando en un lek

Especies que presentan leks son especialmente vulnerables ya que, además de presentar una fuerte selección sexual y alto riesgo de depredación durante los despliegues, dependen de la disponibilidad de sitios de despliegue apropiados. Estos suelen ser muy tradicionales, utilizados durante generaciones, y presentan características ambientales específicas, por ejemplo un ambiente lumínico que resalte las ornamentaciones, de las cuales se sabe poco. Por lo tanto, modificaciones del hábitat pueden tener consecuencias reproductivas difíciles de predecir. Asimismo, estos sitios generalmente no coinciden con los sitios de forrajeo ni el hábitat durante la época no reproductiva, algo importante a tener en cuenta a la hora de diseñar reservas.

### Cuidado parental, infanticidio y fratricidio
La explotación sustentable suele soportarse en el hecho de que la caza de machos tiene bajo impacto en el crecimiento poblacional, a diferencia de una reducción en el número de hembras. Sin embargo, ciertas estrategias comportamentales podrían desviarse de este supuesto. Por ejemplo, especies con cuidado biparental son más propensas a este tipo de explotación ya que ambos padres son necesarios para asegurar la supervivencia y un buen desarrollo de las crías; en consecuencia, la caza o remoción de los machos conlleva una mayor tasa de mortalidad de las crías, disminuyendo así el crecimiento poblacional. Por otro lado, el infanticidio es una práctica común en varias especies. En estos casos, la remoción de machos dominantes, que suelen ser los más buscados por su mayor tamaño, da lugar a que machos periféricos obtengan acceso a las hembras y maten sus crías para poder aparearse con ellas. Este fenómeno también es importante a la hora de crear corredores o realizar translocaciones ya que la entrada de nuevos machos a zonas de grupos familiares podría aumentar las tasas de mortalidad de las crías.
Muchas especies exhiben fratricidio, donde el hermano más grande y fuerte mata al más débil, que puede ser facultativo u obligado. En el primero, el nivel de agresión viene dado principalmente por la disponibilidad de alimento; por lo tanto, modificaciones en la calidad del hábitat pueden dispararlo disminuyendo el crecimiento poblacional. Conocer qué especies presentan fratricidio obligado ha ayudado a aumentar el crecimiento poblacional de varias especies amenazadas. Separar a los hermanos y que uno sea criado por padres adoptivos o en cautiverio aumenta considerablemente el número de crías que sobrevive y así la población puede experimentar un crecimiento más acelerado. Sin embargo, hay que tener en cuenta los problemas que puedan surgir por impronta con la especie adoptiva; es decir, que la cría reconozca a la especie adoptiva como la propia. Esto puede generar problemas a la hora de reconocer pareja, comunicarse, entre otros.

### Estímulos y estructura social
En un gran número de especies los estímulos sociales resultan determinantes en numerosos aspectos de la vida del animal. De esta forma, una reducción en el número de individuos de la población (o la liberación de un número reducido de ejemplares) puede llevar las tasas de crecimiento poblacional a cero o incluso a valores negativos. Esto se denomina efecto Allee. Entre los factores causantes se cuentan una reducción en la posibilidad de encontrar pareja (potenciado si hay selección sexual fuerte), disminución en la defensa de grupo y falta de adultos experimentados para transmisión social. Algunos ejemplos incluyen a la paloma migratoria (Ectopistes migratorius) que era muy abundante pero ante números reducidos disminuía fuertemente su reproducción por lo que la explotación la llevó a la extinción o una población de cisnes trompeteros (Cygnus buccinator) que perdieron su conocimiento migratorio ya que los adultos fueron matados antes de que los juveniles aprendieran la ruta.
Algunas especies sociales exhiben estructuras jerárquicas donde los dominantes suprimen la reproducción de subordinados, ya sea en forma directa por agresión o indirecta mediante señales químicas. De esta forma, el número efectivo de individuos reproductivos se ve fuertemente disminuido, afectando el crecimiento poblacional. Conociendo qué especies presentan este fenómeno es posible elaborar planes de manejo donde una remoción temporal o translocación de los individuos dominantes permita la reproducción de los subordinados y aumente así la tasa reproductiva de la población. Por ejemplo, en el tití cabeza blanca (Saguinus oedipus) se ha visto que las hembras que permanecen en su grupo natal se encuentran suprimidas, presentando bajos niveles tanto hormonales como de comportamientos reproductivos; sin embargo, al separarlas de su grupo natal aumenta el nivel de hormonas, comienza la ciclicidad ovárica y aumenta el comportamiento de marcado odorífero. En otros, la estructura social resulta crucial en el desarrollo de comportamientos adecuados, como es el caso del elefante africano (Loxodonta africana). Juveniles huérfanos o translocados sin su grupo social desarrollan comportamientos agresivos tanto hacia otros machos como hacia heteroespecíficos, matando por ejemplo a rinocerontes. Estudios mostraron que esa agresividad se debe a picos de testosterona durante la época reproductiva y que la presencia de machos adultos dominantes suprimen esos patrones y evitan el desarrollo de la conducta antisocial; por lo tanto, este conocimiento modificó el protocolo de translocación: en lugar de mover juveniles se transloca el grupo familiar completo.

### Selección de hábitat y señales ambientales

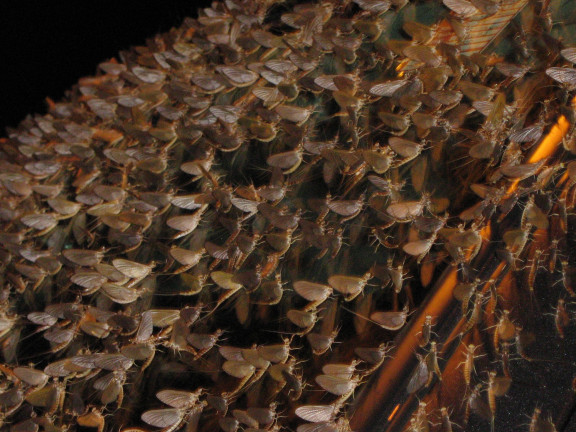
Efímeras atraídas por el vidrio de un camión

Entender los requerimientos de hábitat de las especies es un paso básico de cualquier programa de conservación. Sin embargo, la clave radica no solo en la caracterización del nicho ecológico sino más bien en cuáles son las señales que el animal utiliza para seleccionar dicho hábitat, dado que pequeñas modificaciones, que pueden resultar imperceptibles para nosotros, son de gran importancia para la toma de decisiones del animal. El concepto de trampa ecológica hace referencia al fenómeno de desacoplamiento entre la señal de calidad de hábitat y su verdadera calidad debido a cambios ambientales; en consecuencia, previas reglas de decisión resultan en una reducción del fitness. Una de las principales causas es la introducción de especies exóticas predadoras, competidoras o heteroespecíficas con los cuales puedan hibridar. Otros ejemplos incluyen efímeras (Ephemeroptera) depositando huevos en vidrio o asfalto (donde no eclosionan) ya que reflejan la luz polarizada horizontalmente como los cuerpos de agua o las avefrías europeas (Vanellus vanellus) seleccionando campos verdes asociados a agricultura intensiva de cereales que, debido a fertilización, crecen rápidamente obligando a las aves a abandonar sus nidos antes de que eclosionen los huevos. Este concepto resulta crucial para evaluaciones de degradación de hábitat y también en el diseño de reservas y creación de nuevos hábitats, de forma que sean atractivos para la especie de interés; es decir, tener en cuenta no solo la calidad actual sino la calidad percibida por el animal.
Comprender las señales ambientales que utilizan los individuos también es de gran importancia en otros aspectos de la conservación. Por ejemplo, un problema recurrente es la contaminación lumínica que modifica la información que recibe el animal. En el caso de las tortugas marinas, al eclosionar, se mueven hacia el mar atraídas por la luz que refleja; sin embargo, luces artificiales provenientes de los alrededores las confunden llevándolas en la dirección equivocada y causando altas tasas de mortalidad. A su vez, podemos utilizar este conocimiento a nuestro favor tanto para estimular a los animales a establecerse en sitios seguros como para alejarlos de ciertas zonas para reducir el conflicto con humanos. Esto es utilizado principalmente para evitar la captura accidental en redes de pesca mediante el uso de frecuencias de sonido disuasorias en el caso de cetáceos (principalmente delfines) y de ciertas gamas del espectro lumínico en el caso de tortugas marinas.

### Movimiento, dispersión y migración
Los eventos de dispersión (movimiento de los individuos desde su sitio natal o de reproducción hacia otro sitio de reproducción nuevo, promoviendo el flujo génico)  y migración traen asociados naturalmente altas tasas de mortalidad ya que deben atravesar hábitats poco familiares donde pueden tener mayor riesgo de depredación o menor disponibilidad de recursos. Sumado a ello, un gran número de actividades humanas contribuyen a aumentar estas tasas. La modificación de las señales ambientales (visuales y químicas, principalmente) que los individuos utilizan durante las migraciones puede alterar su ruta o incluso bloquearla por completo. En muchas especies la dispersión depende de la masa corporal del individuo; por lo tanto, aquellos que residan en hábitats degradados que posean baja disponibilidad de recursos retardarán su dispersión y, por ende, su reproducción. Asimismo, especies con mayores áreas de acción, como los grandes carnívoros, resultan más vulnerables a fragmentación y destrucción de hábitat.

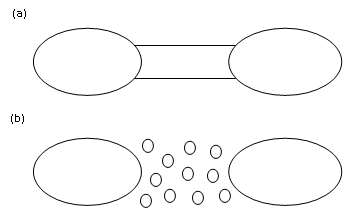
Conectividad entre reservas (a) Corredor biológico vs. (b) Sistema de islas

Estos fenómenos no solo ayudan a predecir qué especies son más vulnerables sino que resultan cruciales a la hora de diseñar reservas y corredores, un tema sumamente discutido en el ámbito de la conservación. El tamaño y la conectividad entre reservas será determinado en última instancia por el área de acción de cada especie, su capacidad de dispersión y su capacidad y predisposición a cruzar parches o a utilizar corredores. Por ejemplo, especies cuyos movimientos están fuertemente asociados a su hábitat primario serán beneficiadas por la implementación de corredores; en cambio, si los individuos suelen dejar su hábitat primario en busca de nuevos parches, un sistema de islas será más beneficioso. En cuanto a especies migratorias, es importante considerar que pueden verse afectadas tanto por impactos sobre sus zonas de invierno, de reproducción o las rutas para ir de uno a otro; en consecuencia, son más propensas dado sus mayores requerimientos de hábitat y puede que requieran de la protección de ambos sitios (muchas veces separados por grandes distancias). Por ejemplo, los límites del Área de Conservación Ngorongoro se establecieron de forma que se ajuste a la migración de los ñus (Connochaetes taurinus).

### Cautiverio y reintroducción
Las prácticas de manejo ex situ (como reproducción en cautiverio) son utilizadas en numerosos proyectos, principalmente cuando las condiciones en la naturaleza ya no garantizan la supervivencia; sin embargo, un gran número de ellos han fracasado por no considerar el comportamiento natural de la especie. Está ampliamente reconocida la importancia de mantener la diversidad genética de una población; sin embargo, esto ha llevado a que los cruzamientos sean manejados cuidadosamente estableciendo parejas en lugar de permitir una libre elección por parte de los individuos. Como se mencionó más arriba (ver Sistemas de apareamiento y selección sexual), en especies poligínicas esta imposición puede reducir la inversión reproductiva o hasta incluso la hembra puede no reproducirse si el macho no es de su preferencia. Además, los animales utilizan numerosas vías de señalización y comunicación importantes a la hora de reproducirse. Por ejemplo, las señales odoríferas suelen ser importantes factores en la elección de pareja, disminución de la agresividad y aumento de la receptividad y se ha visto que presentar los olores previamente a la introducción de la pareja ha aumentado el éxito de apareamiento en pandas y cheetas, entre otros. De esta forma, resulta crucial un buen conocimiento del sistema social y de apareamiento de la especie y tratar de respetarlo en la mayor medida posible en el cautiverio.

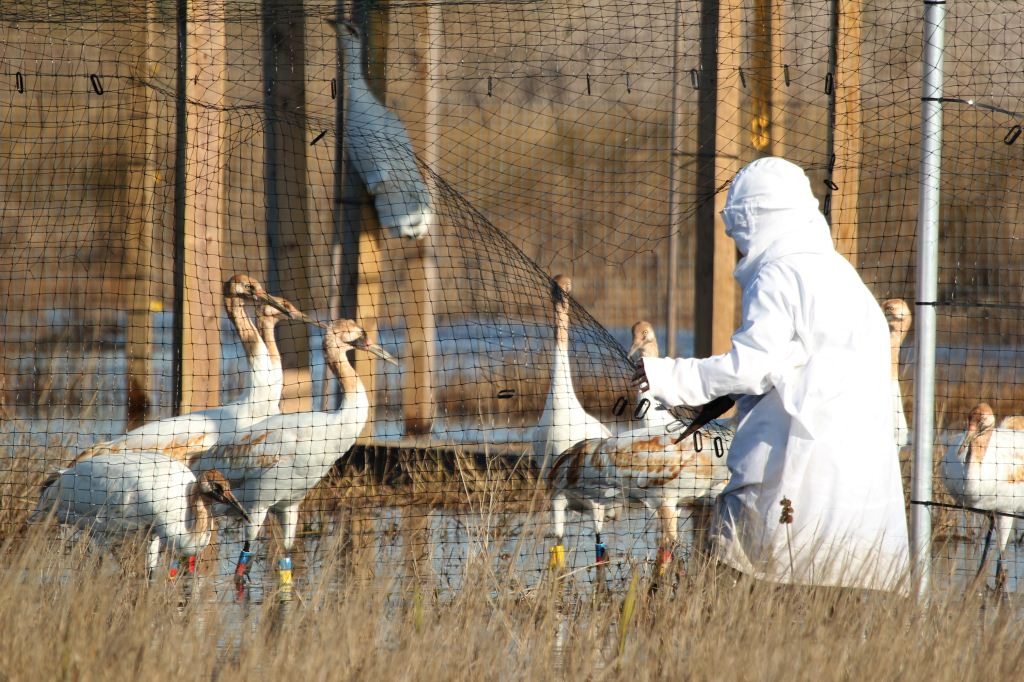
Disfraz de grulla para evitar la impronta en humanos

La mayoría de los vertebrados deben aprender gran parte de sus habilidades para sobrevivir y reproducirse, ya sea por prueba y error u observación o instrucción directa por parte de padres u otros conespecíficos. La falta de estos estímulos sociales y ambientales en el cautiverio durante etapas tempranas puede llevar a serios síndromes de deficiencia que afecten la supervivencia y reproducción una vez reintroducidos en la naturaleza. Animales criados por humanos o por especies adoptivas pueden generar una impronta sexual en ellos y luego fallar en reconocer potenciales parejas, de su especie, en la adultez. Una solución implementada en numerosas especies de aves, como las grullas, es el uso de títeres para alimentar a las crías e incluso humanos disfrazados de los adultos le enseñan a las crías dónde y cómo alimentarse en ambientes naturales. Otros síndromes de deficiencia incluyen fallas en el comportamiento anti-predador y el reconocimiento y la búsqueda de alimento. En estos casos resulta de gran importancia el enriquecimiento ambiental, proporcionando al animal un recinto cuyo ambiente se asemeje al natural, y un protocolo de entrenamiento y aclimatación pre-liberación. Por ejemplo, wallabies rojizos (Lagorchestes hirsutus) fueron entrenados para reconocer predadores mediante aversión condicionada, que consistió en echarles un chorro de agua cada vez que una maqueta de predador sobre un carrito era pasaba por la jaula. Otros métodos que suelen ser utilizados son la exposición a grabaciones de llamados de alarma y llamadas de contacto y señales odoríferas tanto de la propia especie como de depredadores para que se familiaricen con distintas señalizaciones que utilizan en la naturaleza.

## Integración del comportamiento en el manejo de la biodiversidad
Los esfuerzos de conservación deben incluir información comportamental para asegurarse que las prácticas de manejo tengan verdadero sentido en el mundo del animal, que no lo percibe de la misma forma que lo hacemos nosotros. Muchos planes de conservación están incompletos o incluso pueden llevar en la dirección incorrecta sin considerar cuidadosamente cómo el comportamiento individual influye sobre la dinámica poblacional. Para poder lograr una verdadera integración es necesario una mayor interacción entre conservacionistas y ecólogos comportamentales, de modo que estos últimos sepan cómo pueden modificar sus investigaciones para hacer preguntas relevantes a la conservación. Además de trabajar en especies en peligro, será necesario trabajar en varias especies de la comunidad simultáneamente y en zonas de importancia para conservación. Principalmente, habría que enfocar los esfuerzos en entender los factores comportamentales que influyen en la dinámica poblacional, relevante para los conservacionistas. En este sentido, una variable de gran interés es el tamaño poblacional efectivo ya que es afectado por un gran número de los factores comportamentales desarrollados anteriormente y tiene un papel central en los análisis de viabilidad poblacional (PVA); consecuentemente, permite predecir los efectos del comportamiento en la persistencia de la población mediante modelos matemáticos. A su vez, el comportamiento puede resultar una herramienta útil en planes de manejo y monitoreo dado que su gran plasticidad nos permite utilizarlo como bioindicador de salud ambiental, ya que puede verse modificado por contaminación y degradación. La gran ventaja de ello es que permite obtener resultados antes que el impacto se vea evidenciado en números (i.e. reducción poblacional) para poder intervenir a tiempo y realizar un manejo adaptativo de los ambientes. Finalmente, sería necesario que los investigadores no solo publiquen en revistas científicas sino también en prensa accesible a los equipos de manejo y el público en general, como es el caso de la Wikipedia.